# Са Чжитан
Са Чжита́н (англ. Chih-Tang (Tom) Sah, кит. трад. 薩支唐, упр. 萨支唐, пиньинь Sà Zhītáng, р. 10 ноября 1932) — китайский и американский учёный, почётный член отделения Электрической и Компьютерной инженерии Университета Флориды.
Обрел популярность в физике и технике известной моделью Са при рассмотрении стандартных МОП-транзисторов, опубликованной в 1964 году. Суть модели Са заключается в упрощении рассмотрения режима «сильной инверсии на поверхности полупроводника, возникающей вследствие эффекта поля и позволяющей получить аналитическое решение для вольт-амперных характеристик (ВАХ) МОП-транзисторов». В свою очередь это позволило осмысленно использовать МОП-транзисторы в технике, бурное развитие которой в 1970-е годы привело к разработке СБИС (сверхбольших интегральных схем), которые широко используются даже сегодня при производстве микропроцессоров.

## Список наград
- 2004 — Honorary Doctorate, National Chao-Tung University
- 2003 — Distinguished Lifetime Achievement Award, Chinese Institute of Engineers USA
- 2002 — Committee-100 Pioneer Recognition Award
- 2000 — Избран в Китайскую Академию Наук
- 1999 — Academician, Academia Sinica of China in Taiwan
- 1999 — Semiconductor Industry Association University Research Award
- 1998 — University Research Award, U S Semiconductor Industry Association
- 1995 — Fellow, American Association of Advanced of Science
- 1995 — IEEE Life Fellow
- 1994 — Alumni Achievement Award, University of Illinois
- В 1989 — IEEE Jack Morton Award
- 1986 — Избран в Американскую национальную Академию Инженеров
- 1981 — J. J. Ebers Award, IEEE Electron Device Society
- 1975 — Doctoris Honoris Causa, K. U. Leuven
- 1971 — Член Американского Физического Товарищества
- 1969 — Член Американского Института по Электрики и Электронной Инженерии (IEEE)
- 1000 world’s Most Cited Scientists, 1865—1978, Институт научной информации

## Патенты
- 3,204,160 — Surface Controlled Potential Semiconductor Device, August 1965
- 3,280,391 — High Frequency Transistor, October 1966
- 3,243,669 — Surface Controlled Potential Semiconductor Device, March 1969
- Patent Pending — DCIV Methodology for Rapid Determination of Reliability of Transistors, with A. Neugroschel
- 4,343,962 — Oxide Induced Charge High Low Emitter Junction Solar Cell, with J. G. Fossum, S. C. Pao, F. A. Lindholm, 1982